# Aphelandra superba
Aphelandra superba är en akantusväxtart som beskrevs av Gustav Lindau. Aphelandra superba ingår i släktet Aphelandra och familjen akantusväxter. Inga underarter finns listade i Catalogue of Life.